# Michail Anatoljewitsch Kerschakow
Michail Anatoljewitsch Kerschakow (russisch Михаил Анатольевич Кержаков; * 28. Januar 1987 in Kingissepp) ist ein russischer Fußballtorwart.

## Karriere

### Verein
Kerschakow begann seine Karriere bei Zenit St. Petersburg. Im Mai 2005 stand er gegen Schinnik Jaroslawl erstmals im Kader der Profis von Zenit. Im Juli 2008 wurde er an den Zweitligisten Wolga Uljanowsk verliehen. Im selben Monat debütierte er gegen Alanija Wladikawkas für Uljanowsk in der Perwenstwo FNL. Bis zum Ende der Leihe kam er zu 21 Zweitligaeinsätzen. Mit Uljanowsk stieg er zu Saisonende aus der zweiten Liga ab.
Zur Saison 2009 wurde er an den Zweitligisten Wolgar-Gasprom Astrachan weiterverliehen. In Astrachan kam er während der Leihe zu 17 Zweitligaeinsätzen. Zur Saison 2010 folgte die dritte Leihe, diesmal schloss er sich dem Erstligisten Alanija Wladikawkas an. Im April 2010 debütierte er gegen den FK Rostow für Alanija in der Premjer-Liga. Bis zum Ende der Saison 2010 spielte Kerschakow 16 Mal in der höchsten russischen Spielklasse.
Zur Saison 2011/12 verließ er Zenit schließlich endgültig und schloss sich dem Ligakonkurrenten Wolga Nischni Nowgorod an. In Nischni Nowgorod kam er in zwei Saisonen zu 31 Erstligaeinsätzen. Zur Saison 2013/14 wechselte er weiter innerhalb der Liga zu Anschi Machatschkala. Mit Anschi stieg er am Ende jener Saison in die zweite Liga ab. In zwei Jahren in Machatschkala absolvierte er 23 Erst- und 32 Zweitligaspiele.
Zur Saison 2015/16 kehrte Kerschakow zu Zenit zurück. Bei Zenit fungierte er in seinen ersten beiden Saisonen als Ersatztorhüter. Im Februar 2017 wurde er an den Ligakonkurrenten FK Orenburg verliehen. Für Orenburg kam er verletzungsbedingt nur zu fünf Einsätzen in der Premjer-Liga, zudem stieg er mit dem Verein zu Saisonende aus der höchsten Spielklasse ab. Nach dem Ende der Leihe kehrte er wieder nach St. Petersburg zurück. Nachdem er dort weiterhin Ersatztorwart geblieben war, löste er zur Saison 2020/21 Andrei Lunjow, der sich am Ende der Saison 2019/20 verletzt hatte, als Stammtorwart ab.

### Nationalmannschaft
Kerschakow spielte 2005 für die russische U-19-Auswahl. Zwischen Juni 2007 und Februar 2008 kam er zu drei Einsätzen für die U-21-Mannschaft.

## Persönliches
Sein Bruder Alexander (* 1982) war ebenfalls Fußballspieler und ist Rekordtorschütze der russischen Nationalmannschaft.